# Magyarország a 2002-es fedett pályás atlétikai Európa-bajnokságon
Magyarország az ausztriai Bécsben megrendezett 2002-es fedett pályás atlétikai Európa-bajnokság egyik részt vevő nemzete volt. Az ország a versenyen 17 sportolóval képviseltette magát.

## Érmesek
| Érem  | Versenyző    | Versenyszám | Dátum      |
| ----- | ------------ | ----------- | ---------- |
| Ezüst | Győrffy Dóra | Magasugrás  | március 2. |

## Eredmények

### Férfi
| Versenyző       | Versenyszám | Előfutam | Előfutam | Előfutam | Elődöntő | Elődöntő | Elődöntő | Döntő   | Döntő    |
| Versenyző       | Versenyszám | Idő      | Hely.    | Össz.    | Idő      | Hely.    | Össz.    | Idő     | Helyezés |
| --------------- | ----------- | -------- | -------- | -------- | -------- | -------- | -------- | ------- | -------- |
| Babály László   | 60 m        | 6,77     | 5.       | 24.      | kiesett  | kiesett  | kiesett  | kiesett | kiesett  |
| Kiss Dániel     | 60 m gát    | 7,83     | 5.       | 20.      | kiesett  | kiesett  | kiesett  | kiesett | kiesett  |
| Kovács Balázs   | 60 m gát    | 7,89     | 5.       | 25.      | kiesett  | kiesett  | kiesett  | kiesett | kiesett  |
| Palágyi Gergely | 60 m gát    | 7,91     | 5.       | 27.      | kiesett  | kiesett  | kiesett  | kiesett | kiesett  |

| Versenyző   | Versenyszám | Selejtező | Selejtező | Döntő    | Döntő    |
| Versenyző   | Versenyszám | Eredmény  | Helyezés  | Eredmény | Helyezés |
| ----------- | ----------- | --------- | --------- | -------- | -------- |
| Fehér Román | Magasugrás  | 2,17 m    | 19.       | kiesett  | kiesett  |
| Bíber Zsolt | Súlylökés   | 19,30 m   | 14.       | kiesett  | kiesett  |

| Versenyző        | Versenyszám | 60 m | 60 m | Távolugrás | Távolugrás | Súlylökés | Súlylökés | Magasugrás | Magasugrás | 60 m gát | 60 m gát | Rúdugrás | Rúdugrás | 1000 m  | 1000 m | Végeredmény | Végeredmény |
| Versenyző        | Versenyszám | Idő  | Pont | Eredmény   | Pont       | Eredmény  | Pont      | Eredmény   | Pont       | Idő      | Pont     | Eredmény | Pont     | Idő     | Pont   | Pont        | Helyezés    |
| ---------------- | ----------- | ---- | ---- | ---------- | ---------- | --------- | --------- | ---------- | ---------- | -------- | -------- | -------- | -------- | ------- | ------ | ----------- | ----------- |
| Zsivoczky Attila | Hétpróba    | 7,23 | 802  | 6,99 m     |            | 14,86 m   |           | 2,17 m     |            | 8,51     |          | 4,90 m   |          | 2:41,04 |        | 5957        | 5.          |
| Kürtösi Zsolt    | Hétpróba    | 7,10 | 847  | 7,33 m     |            | 15,30 m   |           | 2,05 m     |            | 8,10     |          | 4,70 m   |          | 2:48,99 |        | 5950        | 6.          |

### Női
| Versenyző      | Versenyszám | Előfutam | Előfutam | Előfutam | Elődöntő | Elődöntő | Elődöntő | Döntő   | Döntő    |
| Versenyző      | Versenyszám | Idő      | Hely.    | Össz.    | Idő      | Hely.    | Össz.    | Idő     | Helyezés |
| -------------- | ----------- | -------- | -------- | -------- | -------- | -------- | -------- | ------- | -------- |
| Szabó Enikő    | 60 m        | 7,54     | 5.       | 22.      | kiesett  | kiesett  | kiesett  | kiesett | kiesett  |
| Szabó Enikő    | 200 m       | 23,88    | 3.       | 15.      | kiesett  | kiesett  | kiesett  | kiesett | kiesett  |
| Varga Judit    | 800 m       | 2:02,43  | 4.       | 6.       |          |          |          | kiesett | kiesett  |
| Papp Krisztina | 3000 m      |          |          |          |          |          |          | 9:13,14 | 12.      |
| Tóth Lívia     | 3000 m      |          |          |          |          |          |          | 9:14,58 | 13.      |
| Vári Edit      | 60 m gát    | 8,37     | 7.       | 20.      | kiesett  | kiesett  | kiesett  | kiesett | kiesett  |

| Győrffy Dóra     | Magasugrás | 1,94 m | 1.  | 1,95 m  |         |         |         |         |
| Molnár Krisztina | Rúdugrás   | 4,30 m | 10. | kiesett | kiesett | kiesett | kiesett | kiesett |
| Vaszi Tünde      | Rúdugrás   | 4,20 m | 17. | kiesett | kiesett | kiesett | kiesett | kiesett |
| Ajkler Zita      | Távolugrás |        |     | 6,48 m  | 6.      |         |         |         |